# گوروانبولاگ (بولگان)
گوروانبولاگ (به لاتین: Gurvanbulag) یک منطقهٔ مسکونی در مغولستان است که در استان بولگن واقع شده‌است.